# Émile Ollivier
Émile Ollivier (2 de Julho de 1825, Marselha - 20 de Agosto de 1913) foi um político francês. Ocupou o cargo de primeiro-ministro da França, entre 2 de Janeiro de 1870 a 9 de Agosto de 1870.